# Super Bowl XVI
Match précédent Match suivant
Le Super Bowl XVI est l'ultime partie de la saison NFL 1981 de football américain (NFL). Le match a eu lieu le 24 janvier 1982 au Pontiac Silverdome de Pontiac, Michigan.
Diana Ross a chanté l'hymne national américain.
Les 49ers de San Francisco ont remporté le premier trophée Vince Lombardi de leur histoire en s'imposant 26-21 face aux Cincinnati Bengals.
Le quarterback des 49ers, Joe Montana, a été nommé meilleur joueur du match après avoir complété 14 passes sur 22, pour 157 yards et 1 touchdown, et avoir couru 18 yards pour un autre touchdown.

## Déroulement du match
| Score                  | Q1 | Q2 | Q3 | Q4 | Total |
| 49ers de San Francisco | 7  | 13 | 0  | 6  | 26    |
| Bengals de Cincinnati  | 0  | 0  | 7  | 14 | 21    |